# Бамбуковый Лес (стадион, Шэньчжэнь)
Бамбуковый Лес — (кит. 宝安体育场, англ. Bao'an Stadium) — многофункциональный стадион, располагающийся в городе Шэньчжэнь. Вмещает 40,000 человек.
Стадион в числе нескольких других спортивных объектов создавался специально к летней Универсиаде 2011 года. На нём проводились футбольные матчи женских сборных. Дизайн стадиона навеян бамбуковыми лесами, распространёнными в Южном Китае, собственно от них стадион и получил своё название.
Является домашним стадионом клуба второго дивизиона «Шэньчжэнь Руби».
Стадион является традиционным местом проведения крупнейшего турнира мировой серии «ITTF World Tour» China Open (настольный теннис).